# Liste der National Historic Landmarks in Indiana
Die Liste der National Historic Landmarks in Indiana ist eine Denkmalliste von derzeit 42 vom US-Innenministerium als National Historic Landmark (NHL) anerkannten Stätten und Denkmälern von nationaler Bedeutung im Bundesstaat Indiana. Sie werden vom National Park Service verwaltet.
Die 42 Stätten sind in 23 der 92 Countys in Indiana zu finden. Sie repräsentieren die Geschichte dieses Bundesstaates von der Ära der Indianer bis hin zu den frühen Siedlern und zum Motorsport. Sie erinnern an Schlachten, die Geschichte des Zirkus und der Bildung sowie einige weitere Themen. Eine National Historic Landmark ist von militärhistorischer Bedeutung, vierzehn sind wichtige Beispiele unterschiedlicher Architekturstile, neun dieser Landmarks stehen in Beziehung zu wichtigen historischen Personen, und eine Stätte ist ein archäologischer Fundort. Ein Objekt, ein Schiff, befand sich ursprünglich in Indiana, wurde aber später in einen anderen Bundesstaat gebracht.

## Verwaltung
Das National Historic Landmark Program wird vom National Park Service, einer Abteilung des Department of the Interior, verwaltet. Der National Park Service stellt fest, welche Stätten und Bauten die Anforderungen an eine National Historic Landmark erfüllen und schlägt die entsprechenden Objekte nach Konsultation mit deren Eigentümern für den Nominierungsprozess vor. Der Secretary of the Interior überprüft diese Nominierungen und entscheidet anhand von festgelegten Kriterien, ob ein Objekt zur Landmark erklärt wird oder dafür geeignet ist. Sowohl öffentliches als auch privates Eigentum kann zur NHL erklärt werden. Die Ausweisung als NHL ist mit Steuervergünstigungen, Zuschüssen und anderen Mitteln verbunden. Der Eigentümer eines Objektes kann Einspruch gegen die Nominierung einlegen. Ist dies der Fall, stellt der Secretary of the Interior nur die Eignung der Stätte als NHL fest.

## Unterscheidung zum National Register of Historic Places
Alle NHLs werden automatisch in das National Register of Historic Places (NRHP) aufgenommen, eine Liste historischer Bauten, die der National Park Service deklaratorisch als Denkmal anerkennt. Der wesentliche Unterschied zwischen einer NHL und einem allgemeinen NRHP-Eintrag liegt in der landesweiten Bedeutung, die NHLs haben, während die meisten anderen Einträge nur von örtlichem oder bundesstaatlichem Interesse sind. Die NHLs in Indiana stellten im Dezember 2009 ungefähr 2 % aller Einträge in das National Register of Historic Places in Indiana.

## Lage und Ausdehnung
Marion County, wo sich die Hauptstadt des Bundesstaates, Indianapolis, befindet, verfügt über acht NHLs, sechs weitere sind im Bartholomew County und vier im Jefferson County. In weiteren neunzehn Countys gibt es jeweils eine NHL. Die übrigen 70 Countys des Bundesstaates verfügen über keine NHL. Die erste NHL in Indiana wurde am 9. Oktober 1960 festgelegt und die bisher letzte am 20. März 2006. Drei Architekten haben mehrere Objekte entworfen, die als NHL eingestuft sind: Francis Costigan, William Dentzel und Eero Saarinen.
Acht National Historic Landmarks sind in Indiana als National Historic Landmark Districts eingestuft, was bedeutet, dass sie ein eher größeres Areal umfassen und nicht nur ein einzelnes Bauwerk. Das Lanier Mansion und das Charles L. Shrewsbury House sind eigenständige NHLs, liegen jedoch innerhalb des Madison Historic Landmark Districts.

## Legende
| NHL   | National Historic Landmark                       |
| NHLD† | National Historic Landmark District              |
| NMEM∞ | National Memorial and National Historic Landmark |

## Aktuelle National Historic Landmarks
|     | Name der Landmarke                                 | Bild | Jahr          | Ort                                           | County      | Beschreibung |
| --- | -------------------------------------------------- | --- | ------------- | --------------------------------------------- | ----------- | --- |
| 1   | Allen County Courthouse                            | Schräger Blick auf ein großes, weißes Kalksteingebäude mit einer hohen Rotunde                                                                                                 | 31. Juli 2003 | Fort Wayne 41° 4′ 47″ N, 85° 8′ 22″ W         | Allen       | Das 1902 erbaute Beaux-Arts-Gebäude ist das Courthouse des Allen Countys und eine Kombination von feinen Künsten, Skulpturen und Architektur. |
| 2   | Angel Mounds                                       | Quadratisches Lehmhaus mit kleinen rechteckigen Fenstern | 29. Jan. 1964 | Evansville 37° 56′ 31″ N, 87° 27′ 19″ W       | Vanderburgh | Etwa zwischen den Jahren 1000 und 1600 bestand an dieser Stätte eine Stadt, in der Angehörige der Middle Mississippian lebten. Diese Bewohner erbauten auf dem rund 40 großen Gelände zahlreiche Grabhügel. |
| 3†  | Auburn Cord Duesenberg Automobile Facility         | Vorderseite eines roten Backsteingebäudes mit Haupteingang und Bäumen | 5. Apr. 2005  | Auburn 41° 21′ 21″ N, 85° 3′ 26″ W            | DeKalb      | Die drei Gebäude der Automobilfabriken Auburn, Cord und Duesenberg repräsentieren verschiedene Stadien in der Geschichte der Entwicklung und des Baus von Autos. Bei dem Unternehmen handelt es sich um einen der wenigen noch bestehenden Autohersteller, bei denen Autos noch von Hand und nicht im Massenbetrieb zusammengebaut werden. Zu dem Distrikt gehören der Ausstellungsraum im Art déco und das Verwaltungsgebäude, ein Gebäude für Service und Ersatzteile und das Cord L-29 Building.                                              |
| 4†  | Joseph Bailly Homestead                            | Freistehendes weißes Haus mit Veranda auf der linken Seite und roten Kaminen                                                                                                   | 29. Dez. 1962 | Porter 41° 37′ 23″ N, 87° 5′ 39″ W            | Porter      | Joseph Bailly besiedelte das Land, als das Calumet für die Besiedlung durch Weiße freigegeben wurde. Er gründete einen Handelsposten, der sowohl für Indianer als auch für Weiße zur Anlaufstelle und zur Zwischenstelle für Reisende und Missionare wurde. Das Haus befindet sich heute im Indiana Dunes National Lakeshore. |
| 5   | Broad Ripple Park Carousel                         | Hell erleuchtetes Karussell, mit dem Leute fahren | 27. Feb. 1987 | Indianapolis 39° 48′ 39″ N, 86° 9′ 25,5″ W    | Marion      | Das Karussell befand sich in der Broad Ripple Village, nachdem es 1917 nach Indiana gebracht worden war. Es ist eines von drei noch bestehenden Karussells Dentzels. Die Reitfiguren stammen aus der Zeit von vor 1900. Das Karussell befindet sich heute in The Children’s Museum of Indianapolis. |
| 6   | Butler Fieldhouse                                  | Exterieur eines großen Stadions mit einem halbrund angelegten Dach über dem Gebäude                                                                                            | 27. Feb. 1987 | Indianapolis 39° 50′ 36,3″ N, 86° 10′ 2,4″ W  | Marion      | Auf dem Gelände der Butler University befindet sich das 1928 erbaute, mittlerweile Hinkle Fieldhouse genannte Stadion. Es ist das sechstälteste Basketballstadion, das in den Vereinigten Staaten noch genutzt wird, und war einst landesweit das größte. Bis 1971 war es Austragungsort des Highschool-Basketball-Meisterschaftsturniers Indianas. |
| 7   | Cannelton Cotton Mill                              | Großes vierstöckiges grau-braunes Gebäude mit zwei Kaminen auf der linken Seite                                                                                                | 17. Juli 1991 | Cannelton 37° 54′ 40,7″ N, 86° 44′ 44,3″ W    | Perry       | Die Cannelton-Mühle liegt über dem Tal des Ohio Rivers. Hier wurden von 1851 bis 1954 Wolle verarbeitet und Kleider produziert. Die damals innovative Anlage nutzte Dampfkraft und entstand im Rahmen der Bemühungen, den Süden Indianas zu einem Industriezentrum zu machen. |
| 8   | Levi Coffin House                                  | Kleines rechtreckiges Haus aus roten Backsteinen mit einem weißen Dach und vielen Fenstern                                                                                     | 23. Juni 1965 | Fountain City 39° 57′ 22,5″ N, 84° 55′ 2,5″ W | Wayne       | Levi Coffin lebte von 1827 bis 1847 in diesem Haus. Hier verhalf er bis zu 2000 Sklaven in die Freiheit. Das Haus war als Union Depot der Underground Railroad bekannt und es hatte mehrere Geheimtüren, sodass Flüchtige versteckt werden konnten. |
| 9   | Eugene V. Debs Home                                | | 13. Nov. 1966 | Terre Haute 39° 28′ 18″ N, 87° 24′ 20″ W      | Vigo        | Eugene V. Debs war der Gründer der Industrial Workers of the World und der American Railway Union. Er lebte hier seit der Errichtung des Hauses bis zu seinem Tod 1926. Er kandidierte für die Socialist Party of America bei den Präsidentschaftswahlen 1900, 1904, 1908, 1912 und 1920. |
| 10  | Donald B. (towboat)                                | Schwarzweißaufnahme eines langen Schleppers auf dem Wasser | 20. Dez. 1989 | Vevay 38° 44′ 45″ N, 85° 4′ 16″ W             | Switzerland | Die Donald B. wurde 1923 erbaut und ist der einzige dieselgetriebene Schlepper mit Heckrad, der in den Vereinigten Staaten erhalten blieb. Er ist noch in Betrieb und schleppt Prahme auf dem Ohio River. |
| 11  | Eleutherian College Classroom and Chapel Building  | | 18. Feb. 1997 | Lancaster 38° 49′ 51″ N, 85° 30′ 59″ W        | Jefferson   | Das 1848 von abolitionistischen Baptisten gegründete Eleutherian College war das erste College in Indiana, das Studenten ohne Rücksicht auf Hautfarbe oder Geschlecht aufnahm. Die Kapelle wurde 1854 fertiggestellt und ist das letzte noch bestehende Gebäude aus jener Zeit. |
| 12  | First Baptist Church                               | Kirche aus rotem Backstein mit hochaufgerichtetem Dach | 16. Mai 2000  | Columbus 39° 14′ 1″ N, 85° 52′ 20″ W          | Bartholomew | Die 1965 fertiggestellte First Baptist Church ist ein Beispiel für die Moderne in Columbus. Das Bauwerk wurde von dem Architekten Harry Weese entworfen. |
| 13  | First Christian Church                             | Rechteckiges Bauwerk mit einem großen Kreuz und viel Platz davor und neben dem hohen Uhrturm                                                                                   | 3. Jan. 2001  | Columbus 39° 12′ 11″ N, 85° 55′ 8″ W          | Bartholomew | Die von dem finnischen Architekten Eliel Saarinen 1942 entworfene First Christian Church war eine der ersten im modernen Stil gebauten Kirchen in Amerika. |
| 14  | Thomas Gaff House (Hillforest)                     | Haus mit einer rundumlaufenden Veranda mit weißen Säulen und rot-weißen Bannern; rotes Laub im Vordergrund                                                                     | 5. Okt. 1992  | Aurora 39° 3′ 14″ N, 84° 54′ 6″ W             | Dearborn    | Oberhalb des Ohio Rivers gelegen, wurde Hillforest 1855 im Stil der Italian Renaissance gebaut. Der Wohnsitz wurde von Isaiah Rogers entworfen. Die breite Vorderveranda erinnert an das Promenadendeck eines Dampfschiffes. |
| 15  | Grouseland                                         | Großes Wohnhaus aus roten Backsteinen mit zweistöckiger Veranda mit weißen Säulen                                                                                              | 19. Dez. 1960 | Vincennes 38° 41′ 8″ N, 87° 31′ 34″ W         | Knox        | Grouseland war von 1804 bis 1812 der Wohnsitz von William Henry Harrison, als dieser Gouverneur des Indiana-Territoriums war. Hier hielt er Verhandlungen mit den Indianern ab, darunter mit dem Shawnee-Häuptling Tecumseh. Harrison wurde 9. Präsident der Vereinigten Staaten, übte dieses Amt jedoch nur einen Monat lang aus. |
| 16  | Benjamin Harrison Home                             | Rotes Backsteinhaus mit weißen Verzierungen und einer von Säulen getragenen Veranda                                                                                            | 29. Jan. 1964 | Indianapolis 39° 47′ 2″ N, 86° 9′ 15″ W       | Marion      | Benjamin Harrison wohnte von 1875 bis zu seinem Tod 1901 in diesem Haus im Italianate-Stil, mit Ausnahme der Zeit, in der er von 1889 bis 1893 der 23. Präsident der Vereinigten Staaten war. Von 1881 bis 1887 war Harrison US-Senator aus Indiana. Harrison wurde von den Republikanern für die Präsidentschaftswahl 1888 nominiert und führte von hier aus seine Front Porch Campaign. |
| 17† | Indiana World War Memorial Plaza Historic District | Luftbild eines quadratischen Kalksteingebäudes mit pyramidischem Dach auf einem Platz; davor steht ein schwarzer Obelisk mit goldfarbenenem Deckstein im Zentrum eines Kreises | 11. Okt. 1994 | Indianapolis 39° 46′ 25″ N, 86° 9′ 25″ W      | Marion      | Das Indiana World War Memorial, dessen Bau 1926 angefangen und 1965 beendet wurde, ist ein Kriegerdenkmal, das an die Veteranen aus den beiden Weltkriegen erinnert. Es ist 64 m hoch und aus in Indiana gebrochenem Kalkstein gebaut. Der Entwurf orientiert sich am Mausoleum von Halikarnassos. Im Innern befindet sich ein Militärmuseum. Die Plaza schließt auch das Hauptquartier der American Legion sowie den Cenotaph Square mit dem Obelisk und den Fontänen ein.                                                                      |
| 18† | Indianapolis Motor Speedway                        | Luftansicht einer ovalen Rennstrecke, die teilweise von Tribünen umgeben ist; innerhalb der Rennstrecke befindet sich ein Golfplatz                                            | 27. Feb. 1987 | Speedway 39° 47′ 42″ N, 86° 14′ 5″ W          | Marion      | Der Indianapolis Motor Speedway ist Heimat der Rennveranstaltung Indianapolis 500, die erstmals 1911 stattfand. Die 1909 erbaute Rennstrecke ist die älteste ununterbrochen genutzte Rennstrecke der Welt. Das 500-Meilen-Rennen von Indianapolis ist die Sportveranstaltung mit den meisten Zuschauern. Mehr als 250.000 Besucher finden in dem Oval Platz. Es ist damit auch die weltgrößte Sporteinrichtung nach Zuschauerkapazität. |
| 19  | Irwin Union Bank and Trust                         | Einstöckiges Gebäude; laubfreie Bäume stehen davor | 16. Mai 2000  | Columbus 39° 12′ 13″ N, 85° 55′ 17″ W         | Bartholomew | Die 1954 von Eero Saarinen entworfene Irwin Bank war die erste Bank, die mit ihrer offenen Glasfassade einladend wirken sollte. Sie verfügt einen miesianischen Glaspavillon und beeinflusste die spätere Bankenarchitektur. |
| 20  | Lanier Mansion                                     | Roter Herrensitz mit linkem Seitenflügel und einer Grasfläche im Vordergrund                                                                                                   | 19. Apr. 1994 | Madison 38° 44′ 6″ N, 85° 23′ 14″ W           | Jefferson   | Der Bankier und Finanzier James Lanier wohnte sieben Jahre lang in diesem Anfang der 1840er Jahre gebauten Herrenhaus. Es ist ein Beispiel neoklassizistischer Architektur von Francis Costigan und heute ein Museum. |
| 21∞ | Lincoln Boyhood Home                               | Blockhütte im Schatten von Bäumen; ein Holzzaun ist im Vordergrund zu sehen | 19. Dez. 1960 | Lincoln City 38° 7′ 13″ N, 86° 59′ 49″ W      | Spencer     | Der 16. Präsident der Vereinigten Staaten Abraham Lincoln wuchs hier zwischen 1816 und 1830 auf. An der Stätte sind das Fundament der ursprünglichen Blockhütte zu sehen, eine Replik des Hauses, die Grabstätte der Mutter Nancy Hanks Lincoln und eine Gedenkstätte. |
| 22† | Madison Historic District                          | Rotes Gerichtsgebäude mit weißen Säulen und einer großen Kuppel | 20. März 2006 | Madison 38° 44′ 32″ N, 85° 22′ 38″ W          | Jefferson   | Der Madison Historic District umfasst Architektur aus der Zeit von 1817 bis 1939, darunter zahlreiche Gebäude im Federal Style, Neoklassizismus und Italianate-Stil. Die Infrastruktur und die Häuser aus dem 19. Jahrhundert stehen in Bezug zu Aktivisten in der Underground Railroad. |
| 23  | Mabel McDowell Elementary School                   | Einstöckiges Gebäude, dessen große Fenster von weißen Läden verdeckt sind | 3. Jan. 2001  | Columbus 39° 12′ 7″ N, 85° 53′ 31″ W          | Bartholomew | Der Architekt John Carl Warnecke entwarf diese zeitgenössische Arbeit als Teil einer Bewegung zur Verbesserung der Lebensqualität in Columbus durch außergewöhnliche Architektur. Dieses moderne Schulzentrum umfasst fünf separate einstöckige Gebäude, die durch als Landschaftsgarten angelegte Höfe und überdachte Gehwege verbunden sind. Vier Klassenzimmer liegen um den Mittelpunkt der Schule, der aus der Cafeteria und den Büros der Schulleitung besteht. Der Bau wurde später in ein Weiterbildungszentrum für Erwachsene umgebaut. |
| 24  | Miller House                                       | | 16. Mai 2000  | Columbus 39° 13′ 38″ N, 85° 55′ 23″ W         | Bartholomew | Das dem Industriellen J. Irwin Miller, dem Gründer von Cummins Engine, gehörende Miller House ist eine Arbeit von Eero Saarinen im Internationalen Stil. Das Gebäude ist in die moderne Gartenanlage von Dan Kiley integriert. |
| 25† | New Harmony Historic District                      | Ein aus zwei und drei Stockwerken bestehendes Haus aus roten Backsteinen an einer Straße                                                                                       | 23. Juni 1965 | New Harmony 38° 7′ 48″ N, 87° 56′ 8″ W        | Posey       | New Harmony wurde 115 von Anhängern der Harmony Society gegründet. 1825 versuchte Robert Owen hier die Schaffung einer utopischen Gesellschaft. Viele der Gebäude der Harmony Society sind im ursprünglichen Zustand. |
| 26  | North Christian Church                             | Ein sechzehneckiges Gebäude mit einem grauen Dach und einem Turm, der etwa doppelt so hoch ist, wie das Gebäude selbst                                                         | 16. Mai 2000  | Columbus 39° 13′ 48″ N, 85° 54′ 58″ W         | Bartholomew | Die 1964 fertiggestellte und von Eero Saarinen geplante Kirche hat einen sechzehneckigen Grundriss. Das Heiligtum der Kirche im Zentrum ist erhöht und die Kirchenbänke umgeben den Altar auf allen Seiten. Auf dem Dach erhebt sich ein 58 m hoher Turm mit einem Kreuz, der den Aufstieg des Christentums aus dem Judentum symbolisieren soll. |
| 27† | Oldfields (J.K. Lilly House)                       | | 31. Juli 2003 | Indianapolis 39° 49′ 42″ N, 86° 11′ 7,5″ W    | Marion      | Oldfields ist ein 26 Acre großes Anwesen auf dem Gelände des Indianapolis Museum of Art. Der Herrensitz mit seinen 22 Räumen war Wohnsitz des Geschäftsmannes und Philanthropen Josiah K. Lilly, Jr., dem Präsidenten von Eli Lilly and Company. Es wurde von den Olmsted Brothers geplant. |
| 28  | James Whitcomb Riley House                         | Zweistöckiges Haus aus rotem Backstein mit Balkon; eine Treppe führt hinauf zum Eingang; die Fenster sind hoch und schmal; ein kleiner Zaun ist im Bildvordergrund sichtbar    | 29. Dez. 1962 | Indianapolis 39° 46′ 20″ N, 86° 8′ 52″ W      | Marion      | Das heute innerhalb des Lockerbie Square Historic Districts gelegene Gebäude im viktorianischen Stil war 23 Jahre lang das Wohnhaus des Dichters James Whitcomb Riley. |
| 29  | Charles L. Shrewsbury House                        | Das Haus aus dem Südosten | 19. Apr. 1994 | Madison 38° 44′ 5″ N, 85° 22′ 58″ W           | Jefferson   | Francis Costigan entwarf dieses Haus für den Kaufmann Charles L. Shrewsbury. Es wurde 1849 fertiggestellt und ist ein Beispiel für das dem Biedermeier entsprechende Regency. |
| 30  | Spencer Park Dentzel Carousel                      | | 27. Feb. 1987 | Logansport 40° 45′ 34″ N, 86° 21′ 20″ W       | Cass        | Dieses Karussell ist nur eines von drei von Gustav Dentzel gebauten Karussellen. Das Karussell ist auch unter dem Namen Riverside Park Carousel bekannt. |
| 31  | Clement Studebaker House                           | Seitenansicht eines steinernen Herrensitzes mit dunklem Dach, vier sichtbaren Kaminen und einem Torbogen an der Auffahrt                                                       | 22. Dez. 1977 | South Bend 40° 44′ 22″ N, 85° 10′ 33″ W       | St. Joseph  | Der Kutschenmacher und Gründer der H & C Studebaker Company, Clement Studebaker, lebte hier von 1889 bis zu seinem Tod 1901. In den 1890er Jahren war sein Unternehmen der weltweit größte Produzent von pferdegezogenen Fahrzeugen. Später wurde sein Unternehmen in einen Herstellbetrieb für Autos umgewandelt. Sein Wohnsitz trug den Namen Tippecanoe Place und wurde später in ein Restaurant umgewandelt. |
| 32  | Tippecanoe Battlefield                             | Weißer monumentaler Obelisk inmitten von Bäumen | 9. Okt. 1960  | Lafayette 40° 28′ 8″ N, 86° 50′ 43″ W         | Tippecanoe  | Bei der Schlacht bei Tippecanoe am 7. November 1811 besiegten William Henry Harrison, der Gouverneur des Indiana-Territoriums, und seine 1000 Mann zählende Truppe die Shawnee unter deren Häuptling Tenskwatawa. |
| 33  | Wallace Circus Winter Headquarters                 | | 27. Feb. 1987 | Peru 40° 45′ 16″ N, 86° 1′ 11″ W              | Miami       | Dieses Gebäude war das Winterquartier des Circus Hagenbeck-Wallace, der American Circus Corporation und des Ringling Brothers Circus. Es ist heute die Circus Hall of Fame, wo viele Ausstellungsgegenstände klassischer Zirkusse aufbewahrt und gezeigt werden. |
| 34  | General Lew Wallace Study                          | Kleines rotes Backsteingebäude mit einem grünen Dach und den Flaggen der Vereinigten Staaten und Indianas im Vordergrund                                                       | 11. Mai 1976  | Crawfordsville 40° 2′ 26″ N, 86° 53′ 40″ W    | Montgomery  | Lew Wallace war ein General im Sezessionskrieg und Gouverneur des New-Mexico-Territoriums sowie Botschafter der Vereinigten Staaten im Osmanischen Reich, ist jedoch vor allem für seinen Roman Ben Hur bekannt. Er nutzte dieses Gebäude von 1895 an bis zu seinem Tod 1905. Wallace hat es selbst entworfen. Es ist heute ein Museum. |
| 35  | Madame C.J. Walker Manufacturing Company           | Backsteingebäude mit der Inschrift „Walker Theatre“ in großen roten Buchstaben                                                                                                 | 17. Juli 1991 | Indianapolis 39° 46′ 33″ N, 86° 10′ 1″ W      | Marion      | Madam C. J. Walker gründete einen Herstellungsbetrieb für Haarpflegeprodukte und Kosmetik speziell für afroamerikanische Frauen. Dieses Unternehmen war jahrelang das erfolgreichste schwarze Unternehmen in den Vereinigten Staaten. Das 1927 fertiggestellte Gebäude diente auch als Kulturzentrum. Es wurde inzwischen restauriert und ist Veranstaltungsort für Künstlerauftritte und Fortbildungsmaßnahmen. |
| 36  | Marie Webster House                                | | 4. Nov. 1993  | Marion 40° 33′ 9″ N, 85° 39′ 36″ W            | Grant       | Dieses Haus war die Wohnung von Marie Webster, der Autorin von Quilts: Their History and How to Make Them. Es beherbergt heute die Quilters Hall of Fame. |
| 37  | West Baden Springs Hotel                           | Das Innere eines von einer Kuppel bedeckten Atriums, das von Hotelzimmern umrahmt ist; das Tageslicht gelangt zwischen hohen Säulen durch blaue Fenster herein                 | 27. Feb. 1987 | West Baden Springs 38° 34′ 2″ N, 86° 37′ 5″ W | Orange      | West Baden Springs verfügt über zahlreiche Mineralquellen. Dieses Hotel wurde 1902 erbaut, und die rund 60 m hohe gläserne Kuppel war einst die höchste Glaskuppel der Welt. |

## Besondere Rolle derMilwaukee Clipper
|   | Name der Landmarke | Bild | Jahr          | Ort      | County   | Beschreibung |
| - | ------------------ | --- | ------------- | -------- | -------- | --- |
| 1 | Milwaukee Clipper  | Steuerbordseite eines grau-weißen Schiffes mit zwei Rettungsbooten, vie Decks und einem kleinen Schornstein, das am Pier festgemacht ist | 11. Apr. 1989 | Muskegon | Muskegon | Die Milwaukee Clipper war, als sie zu einer NHL erklärt wurde, ein Museumsschiff am Navy Pier in Chicago, Illinois. 1990 wurde das Schiff nach Hammond, Indiana und 1997 nach Muskegon, Michigan gebracht. |

## Anmerkung
1. 1 2  Genannt ist die Bezeichnung, unter der das Objekt offiziell in das Register eingetragen ist.